# AKB48総選挙スキャンダル アキバ文書
『AKB48総選挙スキャンダル アキバ文書』（エーケービーフォーティーエイトそうせんきょスキャンダル アキバぶんしょ）は、2016年6月19日から7月17日までテレビ朝日制作により、Amazon Prime Videoで配信されたインターネットドラマ。

## 概要
『AKB48 45thシングル 選抜総選挙』の期間中、AKB48グループメンバーのスキャンダルを暴くという趣旨の企画「アキバ文書」が進行されていた。総選挙開票日の6月18日夜にテレビ朝日で放送された特番『緊急生放送!AKB48総選挙延長戦 〜僕たちは彼女について行く〜』の生放送内で、『AKB48総選挙スキャンダル アキバ文書』というタイトルのドラマがAmazonプライム・ビデオで19日0時から配信開始されることが発表された。毎週日曜（土曜深夜）に5週連続配信。
この作品は『AKB48 45thシングル 選抜総選挙』と連動したフェイクドキュメンタリードラマである。第2話では総選挙開票イベントの実際の映像が使用された。

## あらすじ
ある日、AKB48グループのCDジャケットを切り抜いた文字で「AKBそうセンきょ 2いのメンバーのすキャンダルを ばくろする（AKB総選挙 2位のメンバーのスキャンダルを暴露する）」と書かれた脅迫状がAKB48総選挙運営に送られてくる。
犯人探しを依頼された探偵の宇田川と二宮は、「総選挙で2位になりそうなメンバー」（指原莉乃、山本彩、柏木由紀、渡辺麻友、松井珠理奈、にゃんにゃん仮面、宮脇咲良）に脅迫状の送り主に心当たりはないかと秘密のインタビューを始める。脅迫状の情報はいつの間にかメンバーに漏れ始め、動揺が広がっていた。
そんな中、メンバーの木﨑ゆりあは宇田川たちに、AKSが隠していたスキャンダル動画をリークしているというアイドル界の極秘文書「アキバ文書」の存在をほのめかす。総選挙後に姿を消していた渡辺のインタビューVTRに映っていた鹿児島名物の土産物と、木﨑と暗号遊び（示されたかな文字をローマ字打ちすると文になる）をしていた相手という情報により、脅迫状を送った犯人として柏木が浮上する。
柏木は自白し、1位ばかりが囃される総選挙で2位にも注目して欲しかったというのが動機と語る。だが実は柏木が入手したアキバ文書はほんの一部であり、宇田川もアキバ文書を握る組織の一員であったことが最終話で明かされる。

## キャスト
AKB48グループメンバー（佐々木優佳里以外は本人役、かっこ内は出演回。）
指原莉乃（1 - 3）
渡辺麻友（1 - 5）
松井珠理奈（1 - 4）
山本彩（1 - 4）
柏木由紀（1 - 5）
宮脇咲良（1 - 3）
武藤十夢（4・5）
向井地美音（4・5）
にゃんにゃん仮面（1 - 3）
入山杏奈（2 - 4）
小嶋真子（2）
込山榛香（2）
川本紗矢（2）
木﨑ゆりあ（1・2・4・5）
看護師・田中
演 - 佐々木優佳里（4）
岡田彩花（4・5）
大和田南那（3・5）
谷口めぐ（3・5）
宮崎美穂（1・3）
大川莉央（5）
北澤早紀（5）
小嶋菜月（3・5）
佐藤妃星（5）
田北香世子（3・5）
田名部生来（5）
福岡聖菜（5）
Team 8
太田奈緒・岡部麟・小栗有以・近藤萌恵里・佐藤七海・中野郁海・永野芹佳・山田菜々美（1）
宇田川一朗太
演 - 池田鉄洋（1 - 5）
二宮武雄
演 - 柄本時生（1 - 5）
ナレーション
鈴木英一郎（1 - 5）
その他のキャスト
峯村リエ（3 - 5）
赤星昇一郎（4・5）
池田秀一（5）※声の出演
服部桂吾（2・3）

## スタッフ
- 企画・原作：秋元康
- 脚本：根本ノンジ（1・3・5）、川邊優子（2・4）
- 音楽：羽深由理、出羽良彰
- 主題歌：AKB48「翼はいらない」
- 特別協力：AKS
- プロデューサー：杉山登、松瀬俊一郎、出口智浩（以上テレビ朝日）、中沢晋（オフィスクレッシェンド）
- 監督：佐藤太（1・4・5）、中前勇児（3）、二宮崇（2）
- 制作協力：オフィスクレッシェンド
- 制作：テレビ朝日
- 制作著作：テレビ朝日、Y&N Brothers

## 配信日程
| 話数  | 配信開始日 | サブタイトル     |
| ----- | ---------- | ---------------- |
| 第1話 | 6月19日    | 狙われた2位      |
| 第2話 | 6月26日    | 消えた2位        |
| 第3話 | 7月03日    | スキャンダルの渦 |
| 第4話 | 7月10日    | 犯人を追え!      |
| 第5話 | 7月17日    | 真実の行方       |